# 848 Inna
848 Inna este un asteroid din centura principală, descoperit pe 5 septembrie 1915, de Grigori Neuimin.